# Муфтият Туркменистана
Муфтия́т Туркмениста́на (туркм. Türkmenistanyň müftiyaty) — полугосударственная религиозная исламская организация, в ведении которой находится управление мусульманами в Туркменистане и организация ислама в целом. Штаб-квартира расположена в столице страны Ашхабаде, имеет отделения во всех пяти регионах страны. Глава муфтията Туркменистана не называется «верховным муфтием», а именуется просто «муфтием». По состоянию на 2010 год, в ведении муфтията находились 398 мечетей.
Образовалась после независимости Туркменистана в октябре 1991 года, отколовшись от Духовного управления мусульман Средней Азии. В составе Духовного управления мусульман Средней Азии в советское время, являлся казыятом (отделением), отвечающим за Туркменскую ССР.
Высший орган муфтията именуется «правлением» или «управлением». Заместителями муфтия являются пять имамов пяти велаятов. Правовой статус муфтия страны не определен. С 2009 года в муфтияте применяется принцип ротации имамов, в соответствии с которым главные имамы велаятов периодически меняются местами, а один из них избирается муфтием Туркменистана. Формально муфтий избирается на собрании членов правления (управления) муфтията. Решение об избрании очередного муфтия страны традиционно оглашается на совещаниях с участием священнослужителей под председательством Президента Туркменистана с неопределенным составом участников. По совместительству муфтий страны являлся заместителем председателя Совета по делам религий при Президенте Туркменистана вплоть до ликвидации данного Совета в 2015 году.
В Туркменистане не имеется ни одного исламского учебного заведения, и даже ни одного исламского факультета или кафедры при ВУЗах страны, не говоря о более мелких исламских образовательных учреждениях (например медресе) более низкого ранга. Туркменский муфтият критикуется экспертами и наблюдателями как абсолютно лояльная, покорная и подконтрольная властям Туркмении организация, по сути государственное ведомство, монополизировавшее всю исламскую деятельность по всей стране, и активно сотрудничающее с силовиками по преследованию активных верующих и несогласных с «общепринятыми» в стране исламскими догмами и правилами. Последующие муфтии страны после Насруллы ибн Ибадуллы не имеют бороды (даже легкой), предпочитая гладко выбритое лицо. По сложившейся традиции в новейшей истории страны в результате установления диктатуры, густую и длинную бороду (и бороду вообще, вне зависимости от длины и густоты) могут носить исключительно старейшины (именуются «яшули́»), у которых цвет бороды должен быть от серой до белой, но ни в коем случае не чёрной (черная борода разрешается, если имеются белые или серые участки седины).
| 1991 — 7 января 2003               | Насрулла ибн Ибадулла (Насрулла Ибадуллаев) |
| 7 января 2003 — 25 августа 2004    | Какагельды Вепаев                           |
| 25 августа 2004 — 25 сентября 2009 | Ровшан Аллабердыев                          |
| 25 сентября 2009 — 12 января 2013  | Гурбанмырат Хайтлыев                        |
| 12 января 2013 — 22 февраля 2015   | Мекан Акыев                                 |
| 22 февраля 2015 — 30 августа 2019  | Чарыгельды Серяев                           |
| с 30 августа 2019                  | Ялкап Ходжагулиев                           |